# Friedrich Fahr
Friedrich M. Fahr (* 15. Dezember 1932 in Chicago, USA; † 15. November 2007 in Freising) war langjähriger Erzbischöflicher Finanzdirektor im Erzbistum München und Freising und zuletzt Ordensreferent im Erzbischöflichen Ordinariat München. Er wurde von Papst Johannes Paul II. zum Apostolischen Protonotar ernannt.

## Leben

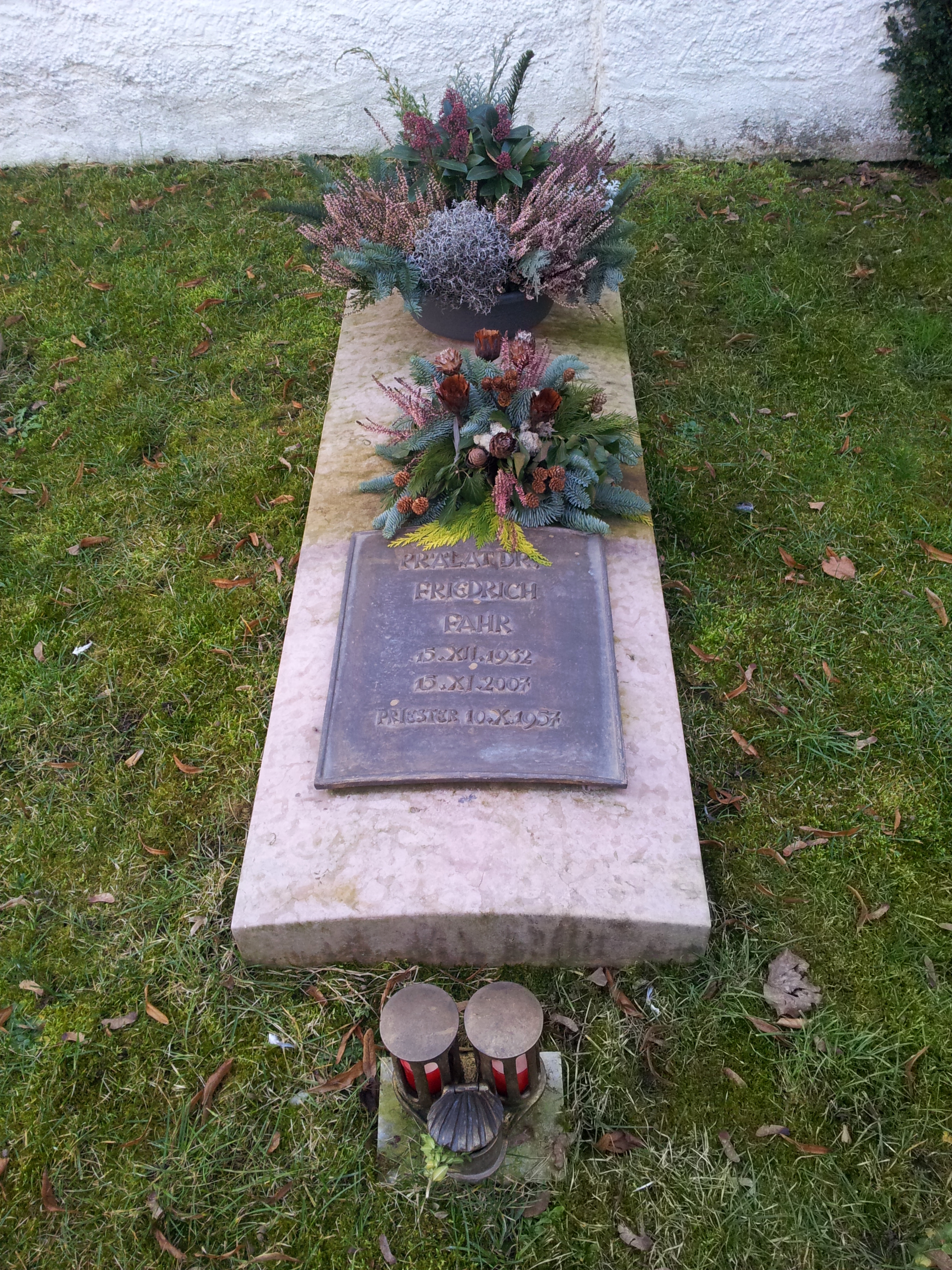
Grab im Innenhof des Kreuzganges des Freisinger Domes

Fahr wuchs im oberbayerischen Miesbach auf. Nach seinem Studium der Theologie und Philosophie in Rom wurde er am 10. Oktober 1957 in der Jesuitenkirche S. Ignazio zum Priester geweiht. Hernach kam er nach Freising und wohnte in einem der früheren Domherrenhäuser auf dem Freisinger Domberg. Er trat für über 30 Jahre in den Dienst des Erzbistums München und Freising und war enger Berater dreier Erzbischöfe in der Leitung des Erzbistums. Seit 1972 hatte er im Auftrag von Kardinal Julius Döpfner im Erzbischöflichen Ordinariat das Personalreferat für die Priester geleitet. Von 1981 bis 1997 war er unter den Kardinälen Joseph Ratzinger, jetzt Papst Benedikt XVI., und Friedrich Wetter Erzbischöflicher Finanzdirektor. 2001 trat er in den Ruhestand. Am 21. Oktober 2007 feierte er in der Pfarrkirche St. Peter und Paul in Freising-Neustift sein Goldenes Priesterjubiläum und starb am 15. November 2007 im Klinikum Freising an den Folgen eines Herzversagens.
Friedrich Fahr wurde am Mittwoch, 21. November 2007, im Innenhof des Kreuzgangs des Freisinger Doms neben Michael Höck begraben, der wie er dem Metropolitankapitel des Erzbistums München und Freising angehört hatte. Dabei erklang das Freisinger Domgeläut, das ursprünglich erst zur Feier des Korbiniansfests am Samstag, den 24. November 2007 zum ersten Mal seit seiner Wiederherstellung geläutet werden, doch wegen der Beerdigung wurde dies auf den Mittwoch, dem Buß- und Bettag, vorverlegt, an dem in früheren Jahren das Korbiniansfest in Freising gefeiert wurde, als der Tag gesetzlicher Feiertag war.
Bei der Untersuchung von Fällen sexuellen Missbrauchs durch Priester im Erzbistum München und Freising, die die Anwaltskanzlei Westphal, Spilker und Wastl im Jahr 2010 vornahm, stellten die Gutachter systematische Vertuschung und „Aktenvernichtungen in erheblichem Umfang“ durch die Leitungsebene des Erzbistums fest. Dabei habe auch Fahr als Personalreferent mitgewirkt; er habe bis zu seinem Tod Aktenbestände in seiner Wohnung aufbewahrt.

## Veröffentlichungen
- (als Herausgeber): Kirchensteuer. Notwendigkeit und Problematik. Regensburg 1996, ISBN 3-7917-1524-0.
- Sylvia Hahn (Red.), Friedrich Fahr (Autor) et al.: Der Mohr kann gehen. „Der Mohr von Freising“, der Mohr im Wappen des Bischofs von Freising und die Säkularisation 1803.  (= Diözesanmuseum für Christliche Kunst des Erzbistums München und Freising (Dombergmuseum Freising). Kataloge und Schriften, Band 30) Lindenberg im Allgäu 2002, ISBN 3-89870-090-9 (erschienen anlässlich der Ausstellung Der Mohr Kann Gehen im Diözesanmuseum Freising, 23. November 2002 bis 2. März 2003).

## Stiftungen
Friedrich Fahr ist der Gründer folgender Stiftungen:
- Arbeo-Stiftung für den Unterhalt der kirchlichen Schulen, benannt nach dem mittelalterlichen Freisinger Bischof und Geschichtsschreiber Arbeo
- Antonius-Stiftung für die Förderung karitativer Einrichtungen, benannt nach dem heiligen Antonius von Padua aus dem Orden der Franziskaner.

## Ehrungen
- Bürgermedaille in Gold von der Stadt Freising
- Bundesverdienstkreuz 1. Klasse von der Bundesrepublik Deutschland
- Großer Tiroler Adler-Orden vom Land Tirol
- Ehrensenator der Katholischen Universität Eichstätt
- Ehrenmitglied der Familiaren des Zisterzienserordens